# Bloedmaan (J.ROM)
Bloedmaan is het vierde stripverhaal uit de reeks van J.ROM - Force of Gold, een spin-off van de stripreeks Suske en Wiske met Jerom in de hoofdrol. Het verhaal werd uitgegeven in mei 2016.

## Verhaal
Amanda onderzoekt de dromen van Jerom, maar hij weigert verdere hulp. Gently is nog altijd bezig met het onderzoek naar FORCE, alhoewel Staatsveiligheid al maanden geleden heeft bevestigd dat er niks meer is overgebleven van de groep. Zijn collega's vinden dat hij gek geworden is en het onderwerp moet loslaten. Dan herkent Gently opeens Pi, die in de verhoorkamer zit. Ze wordt vrijgelaten en Gently achtervolgt haar. Een dronken man valt Pi lastig, maar wordt dan door een pijl geraakt. Pi filmt het en laat dit aan Amanda zien via haar smartphone, maar moet dan zelf vluchten voor de pijlen. Als Jerom aankomt vindt hij alleen de smartphone en een gewonde jongen op de plek waar hij Pi zou afhalen. Op het scherm staat de tekst "het is liefde". Epifanie kust Oskar en hij vliegt met haar omhoog tijdens volle maan.
Jerom neemt de pijlen en de jongen mee en Amanda onderzoekt ze. De zwarte pijlen zijn van puur lood en hierdoor heeft de jongen loodvergiftiging opgelopen. De rode pijlen zijn bewerkt met oestrogeen en dopamine, wat zorgt voor een verliefd gevoel. Niet lang daarna blijkt dat het slachtoffer Mauro Tinner is, een politieagent. Jerom slaat hem neer, voor hij informatie kan doorspelen aan Gently. De moeder van de dikke jongen ontdekt dat Pi niet een echte roodharige is, maar ze voldoet aan de eisen. De volgende nacht staan de maan en de planeten in een uitzonderlijke positie, duizenden jaren geleden is een voorspelling gedaan. In die nacht zal een sacraal hoogtepunt bereikt worden en de vrouw één worden met de uitverkoren man en dat is Oskar. Het is zijn taak om voor een goddelijke nakomeling te zorgen. Een kast staat vol met foetussen en Oskar vraagt of dit vriendinnetje mag blijven leven.
De moeder stuurt Oskar en Pi op weg, ze moeten offers brengen op verschillende plekken en het bloed van de slachtoffers moet rijkelijk vloeien als gift voor de planeten. Ook moet het paar een bruidsschat verzamelen. Intussen krijgt Mauro Tinner het aanbod om agent bij FORCE te worden, hij krijgt een dossier met informatie over de activiteiten in het verleden en Amanda legt uit dat Gently te gefixeerd is om de waarheid te kunnen zien. Twee medewerkers van Money Shield Transport hebben een discussie over valentijnsdag als een van hen wordt geraakt door een pijl. Er volgt een enorme explosie en Gently gaat met andere agenten naar de locatie. Mauro krijgt een pak van Pi en gaat met Jerom naar de plek van de aanslag. Ze proberen Pi te redden, maar ze weigert en vlucht met Oskar. Gently ziet een tekst en denkt dat ook Oskar bij FORCE behoort. Ook vindt hij een goudstaaf met vermelding van goudsmid Dante Pecci.
Pi en Oskar overvallen een bankgebouw en moorden de aanwezige mannen uit. Alleen Annie overleeft het drama. Intussen heeft Amanda informatie over Oskar D'Argento, hij is een ex-worstelaar die levenslang gediskwalificeerd werd na het gebruik van spierversterkende middelen. Amanda geeft dit door en vertelt dat Pi en Oskar veel overvallen hebben gepleegd en stuurt Jerom en Mauro op pad. Mauro wordt door Jerom naar de boerderij waar Oskar heeft gewoond gestuurd, terwijl Jerom naar de locatie van Pi en Oskar gaat. Gently bezoekt de goudsmid en wil informatie over zijn klant. Jerom verslaat Oskar, maar wordt door Pi beschoten door een pijl van diamant. Dit is het enige materiaal dat zijn FORCE-pak kan doorboren. De loodvergiftiging verslapt Jerom razendsnel en Pi en Oskar vertrekken om die nacht een kind te verwekken. De moeder van Oskar hoort het nieuws over de aanslagen via de radio en maakt eten klaar voor het paar.